# Nänzligenweid
Die Nänzligenweid – oder Nenzlinger Weid, und mundartlich genauer (sowie auf der neuen Landeskarte der Schweiz) Änzligeweid – ist eine Bergweide und ein Naturschutzgebiet in der Gemeinde Nenzlingen (im Dialekt Änzlige) im Schweizer Kanton Basel-Landschaft.
Die Fläche von 20,42 ha im Weidegebiet nördlich des Dorfes ist im Bundesinventar der Trockenwiesen und -weiden von nationaler Bedeutung (TWW) als Schutzgebiet ausgewiesen.

## Geografie

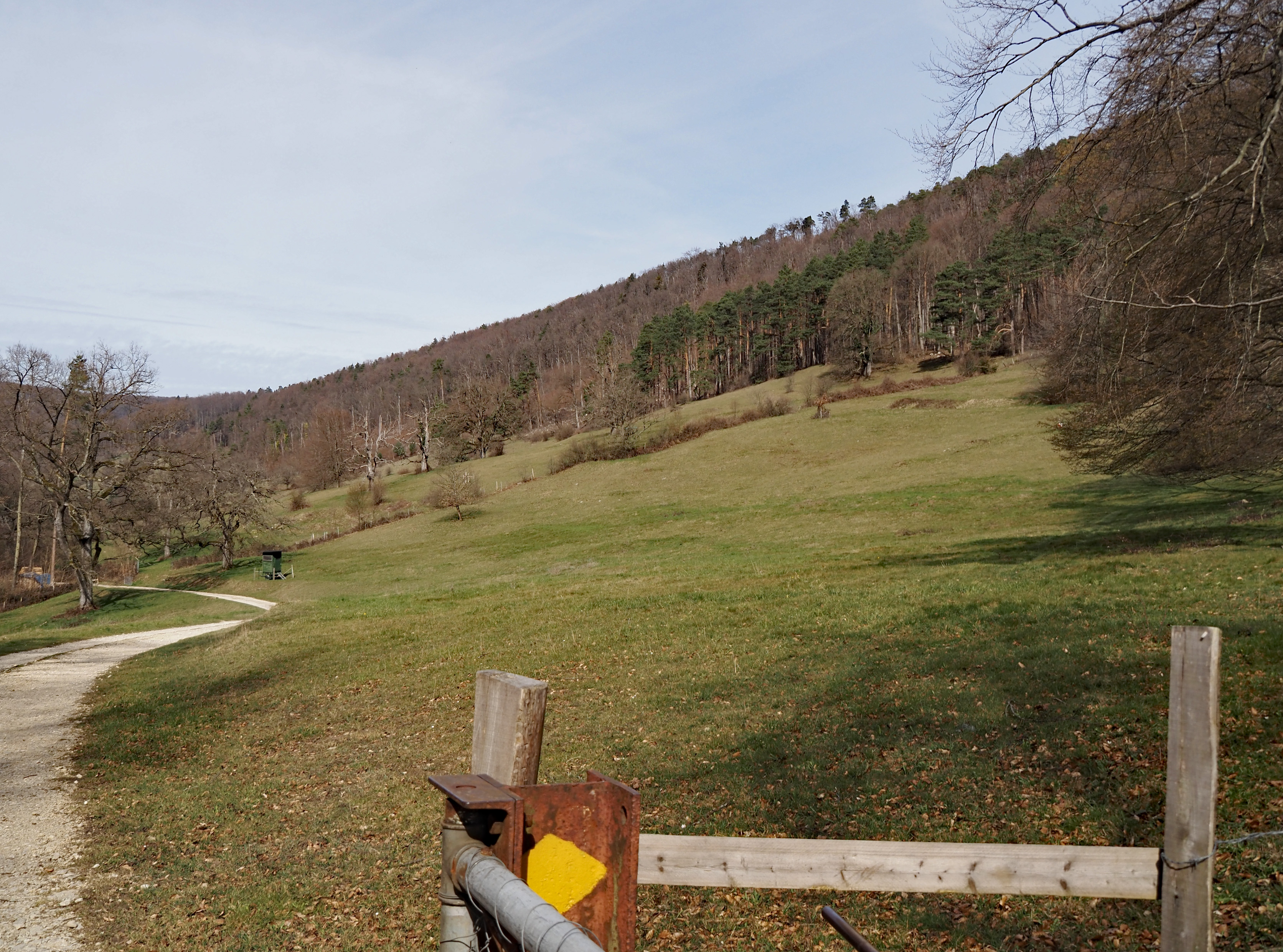
Wanderweg im Weidegebiet

Die Weideflächen befinden sich nördlich und nordöstlich des Dorfes Nenzlingen, das 100 Meter über dem Birstal in einer Rodungslichtung auf einer Landschaftsterrasse liegt (450 m ü. M.). Rund um die Dorfsiedlung dehnt sich Ackerland aus, das früher mit den Flurnamen «Oberes Feld», «Unteres Feld», «Äusseres Feld» und «Rebacker» bezeichnet wurde. Die Landwirtschaftsflächen beim Dorf wurden bis 1982 durch eine Güterzusammenlegung systematisiert. Der deutlich steilere Berghang über einem schmalen Wald- und Gebüschstreifen wurde im unteren Bereich ebenfalls gerodet und als Weideland genutzt. Darüber ist der noch viel steilere Berghang an der Südflanke des Berges «Egg» bis zur Wasserscheide hinauf immer noch mit Wald bestockt. Die Bergform ist typisch für den Nordwestschweizer Faltenjura. Die Weidefläche der Änzligeweid zieht sich als schmaler, 2,4 Kilometer langer Streifen auf der Höhe von etwa 500 m ü. M. dem Hang entlang.
Im Osten beginnt die Weide am Waldrand in der Nähe des historischen Bergwegs zum markanten Glögglifels, und im Westen endet sie nahe beim alten Bergweg über den Blattenpass. Zu einem anderen, etwas höheren Bergübergang mit dem Namen «Obere Blatte» zieht ein Weg von Nenzlingen direkt durch die Weide und über einen Sattel zwischen Egg und Chienisberg.
Der westliche Abschnitt des Weidegebiets trug früher (gemäss der Siegfriedkarte) den Namen «Rücherain» und umfasste im oberen Teil einen Ort namens «Stelli». Dieser Flurname bezeichnete üblicherweise einen Platz, wo das Vieh gesammelt wurde. Der östliche Abschnitt der Weidezone hiess «Kuhrüti», was noch verdeutlicht, dass an dieser Stelle der Wald gerodet wurde um eine Viehweide zu gewinnen. Im mittleren Bereich lag der «Rebacker», wo es früher offenbar einen Rebberg gab.
Die Änzligerweid wird von der Bürgergemeinde Nenzlingen als Alpgebiet zur Viehsömmerung genutzt. Etwa 60 bis 70 Rinder verbringen den Sommer auf dem Berggebiet, das damit extensiv bewirtschaftet wird. Die Beweidung erfolgt der Naturlandschaft angepasst, damit die Pflanzen und die wilden Tiere des wertvollen Biotops erhalten bleiben. Insbesondere darf auf den Trockenwiesen im Unterschied zu den Flächen mit Fettwiesen keine künstliche Düngung stattfinden.

## Naturschutzgebiet

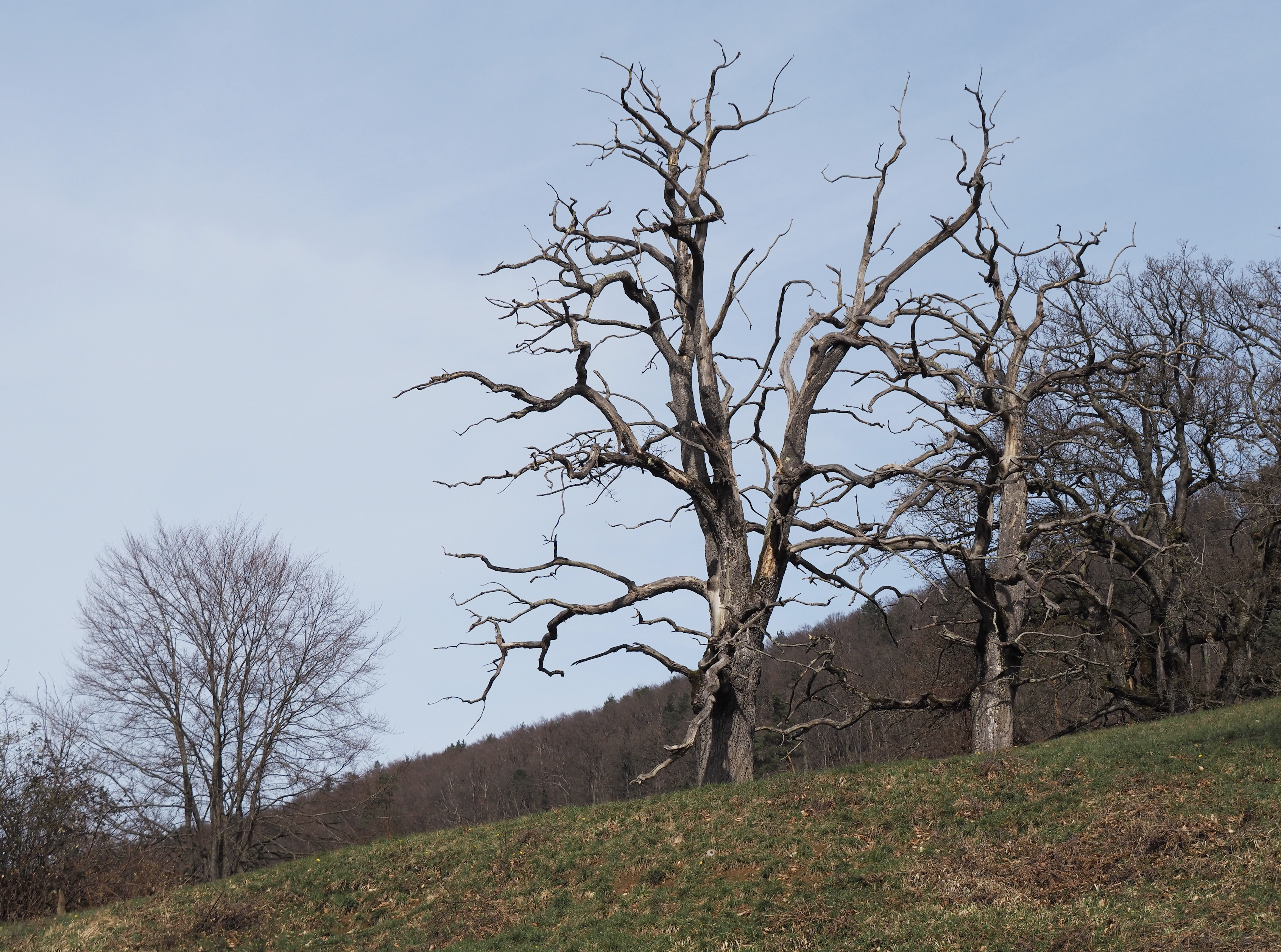
Einzelbäume

Das traditionell genutzte Weidegebiet auf dem trockenen Kalkboden ist ein Relikt einer früher weit verbreiteten Wirtschaftsform. Es hat sich zu einer offenen Bergweide mit einem ausgedehnten, artenreichen Magerrasen entwickelt, in dem zahlreiche Einzelbäume, vor allem grossen Eichen, und Sträucher vorkommen. Abgestorbene Bäume bleiben als Totholz stehen, das für viele Kleintiere wie Insekten wertvoll ist. In den Wiesen sind seltene Pflanzen wie zum Beispiel das Echte Labkraut (Galium verum), das Kleine Knabenkraut (Orchis morio), das Brand-Knabenkraut (Orchis ustulata), der Blassgelbe Klee (Trifolium ochroleucon), die Acker-Witwenblume (Knautia arvensis), das Sonnenröschen (Helianthemum nummularium), der Wiesen-Salbei (Salvia pratensis) und der Ehrenpreis (Veronica prostrata) nachgewiesen.
Die Änzligerweid zählt wegen der reichen Blütenpflanzenflora zu den Bergweiden im Laufental mit einer besonders grossen Vielfalt an Tagfaltern.
Seit den 1980er Jahren ist die Bergweide von Nenzlingen als Naturschutzgebiet ausgeschieden. 2010 wurde sie als viertgrösstes Schutzgebiet dieser Art im Kanton Basel-Landschaft in das Bundesinventar der Trockenwiesen und -weiden von nationaler Bedeutung eingetragen. 

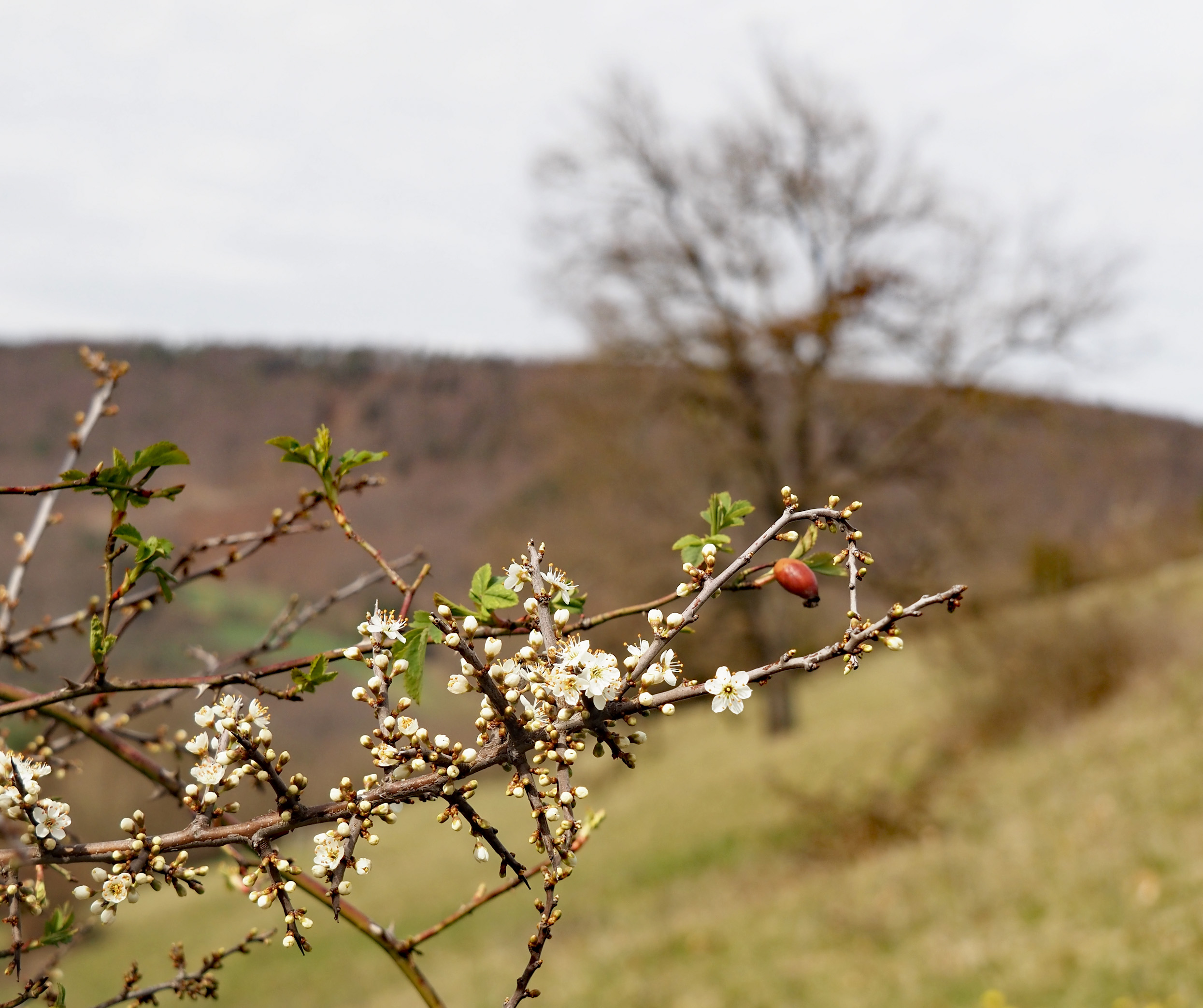
Sträucher auf der Weide

Das Schutzgebiet und ein ebenfalls geschützter Heckenstreifen, der die Weide vom Ackerland trennt, sind im Inventar der geschützten Naturobjekte des Kantons Basel-Landschaft und im Reptilien-Inventar beider Basel verzeichnet.

## Schutzziele
Gemäss dem Bundesinventar der Trockenwiesen und -weiden von nationaler Bedeutung bezweckt der Schutz des Weidegebiets die Erhaltung der spezifischen Pflanzen- und Tierwelt, der ökologischen Grundlagen und der für Trockenwiesen typischen Eigenart mit den vielfältigen Strukturelementen.